# Thomas Henry (peintre)
Ne doit pas être confondu avec le footballeur français Thomas Henry.
Pour les articles homonymes, voir Henry.
Bon-Thomas Henry né le 2 mars 1766 à Cherbourg, où il est mort le 7 janvier 1836, est un peintre et mécène français.

## Biographie
Après des études dans sa ville natale, Thomas Henry, alors qu’il se rendait dans le Levant pour commercer, fut contraint, en raison d'une tempête de relâcher à Bordeaux, où il se fixa et devint l’associé d’un négociant qui l’envoya à Saint-Domingue.
Retourné en France après la révolution haïtienne, il se lie avec des artistes et apprend la restauration des tableaux. Il est élève de Jean-Baptiste Regnault. Il acquiert, au cours de ses voyages en Italie, en Belgique et en Angleterre, une grande expertise qui le fait nommer commissaire expert des musées royaux.
S’étant constitué une collection personnelle de tableaux de maîtres et sentant sa mort proche, il entreprend, à partir de 1831, d’« allumer le flambeau des arts » dans sa ville natale en envoyant anonymement des colis à la municipalité afin de la doter d’une collection digne de ce nom, à visée encyclopédique, et comprenant notamment des œuvres de l'école espagnole et des primitifs flamands. Le 29 juillet 1835, la Ville de Cherbourg est en mesure d’inaugurer un musée contenant 163 tableaux, estimés à 120 000 francs, donnés par Henry.
Le but que s’était fixé Henry a largement été atteint puisque c’est en copiant les œuvres de cette collection que Jean-François Millet a commencé son apprentissage.

Œuvres de Thomas Henry
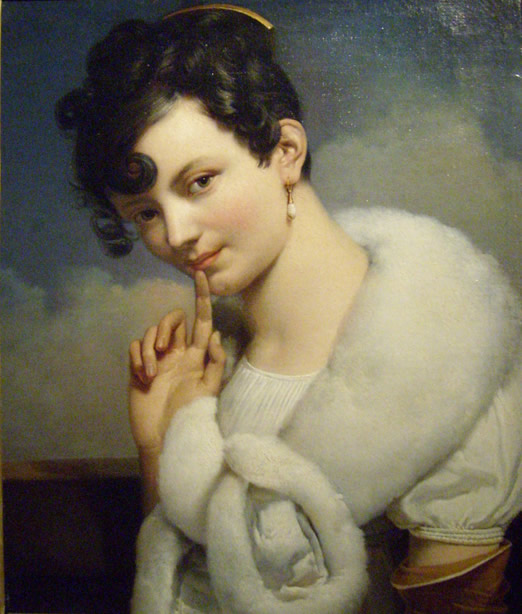
Portrait de femme à la fourrure (1806), Cherbourg-Octeville, musée Thomas-Henry.
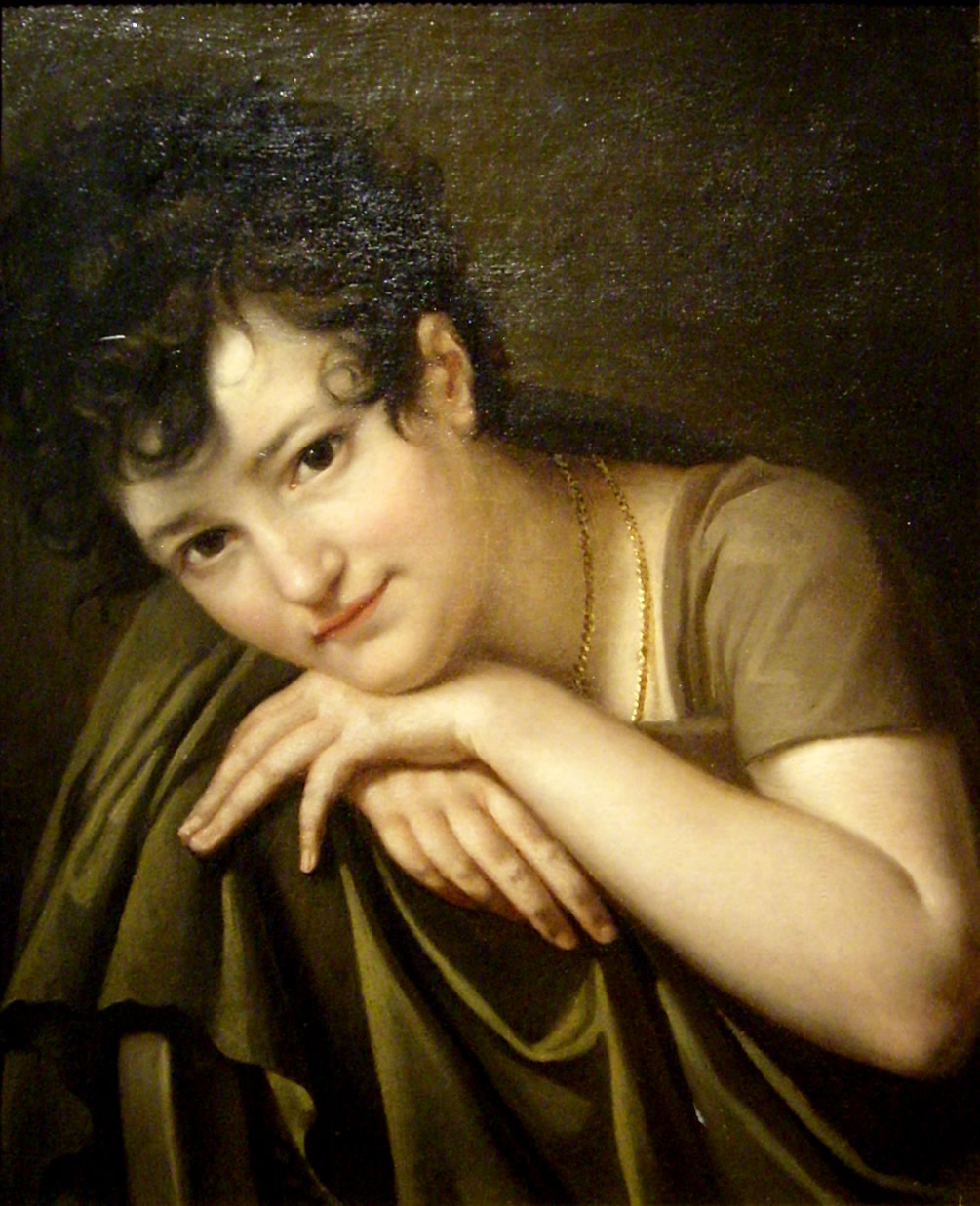
Portrait de jeune femme, Cherbourg-Octeville, musée Thomas-Henry.